# Iglesia Presbiteriana de Bolivia
La Iglesia Presbiteriana en Bolivia, también conocido como Iglesia Presbiteriana de Bolivia es una denominación Reformada en Bolivia, fundada en 1988 por misioneros brasileños y estadounidenses Después de varios movimientos escindidos, la denominación perdió varias iglesias y miembros. En 2018, constaba de 2 iglesias locales y 120 miembros..

## Historia
La iglesia fue fundada en 1988 gracias a los esfuerzos de los misioneros brasileños en Bolivia, especialmente João Carlos de Paola Mota enviado por la Iglesia Presbiteriana de Brasil..
La iglesia fue fundada en 1988. Las principales actividades misioneras que dieron origen a la iglesia actual fueron en Cochabamba, donde se fundó la Primera Iglesia Presbiteriana de Cochabamba, desde entonces la plantación de iglesias se ha extendido a otras partes del país.La práctica de los estudios bíblicos fue la principal forma de evangelización promovida por la iglesia. Una gran parte de los conversos pertenecían a la etnia quechua, así como una parte de la población que hablaba español. Se plantaron nuevas iglesias en el área de Cala Cala cerca de Cochobamba.
Sin embargo, la denominación perdió varias iglesias escindidas. En 2018, constaba de solo 2 iglesias y 120 miembros.

## Doctrina
Como resultado de la misión de la Iglesia Presbiteriana de Brasil, la Iglesia Presbiteriana de Bolivia es también una iglesia conservadora y confesional. La iglesia no admite la ordenación femenina, y solo los miembros masculinos pueden servir como ministros, ancianos o diáconos. La iglesia trabaja con una clínica dental y ofrece ayuda a la población local. La Iglesia se suscribe a la Confesión de Fe de Westminster, el Catecismo Mayor de Westminster, el Catecismo Menor de Westminster y el Credo de los Apóstoles.

## Relaciones intereclesiásticas
La iglesia fue una vez miembro de la Fraternidad Reformada Mundial y de la Confraternidad Latinoamericana de Iglesias Reformadas.
La iglesia tiene relaciones con la Iglesia Presbiteriana de Brasil, la cual, a través de la Agencia Presbiteriana de Misiones Transculturales, continúa enviando misioneros a la iglesia en Bolivia.